# Мелодія ля-мінор
Мелодія ля-мінор — музичний твір українського композитора Мирослава Скорика, написаний ним до фільму «Високий перевал» на прохання кінорежисера Володимира Денисенка.

## Історія створення
Кінострічка, що мала робочу назву «Партії рядова», розповідає про повоєнні роки в Галичині і знімалася на початку 1980-х років. Попри те, що оригінальний сценарій наголошував на трагедії, принесеній у звичайну галицьку сім'ю Другою світовою війною, під тиском владних структур картина зазнала значних змін вже на етапі монтажу, щоб зображувати діяльність ОУН-УПА крізь призму радянської ідеології. Режисер картини, не поділяючи тлумачення сценарію, що його нав'язували представники КДБ, звернувся до Мирослава Скорика з проханням написати таку музику до кінострічки, яка могла б «розказати» глядачеві те, чого не можна показати. Уперше твір прозвучав для флейти й фортепіано, а згодом композитор зробив перекладення для скрипки з фортепіано, скрипки з оркестром.

## Музична структура
Композиція написана у розмірі 4/4, головна тональність — ля-мінор, складається з 50 тактів та має виражений ліричний характер. Кульмінація має виконуватися виразно та постійно підсилюючись (італ. poco crescendo ed affettuoso). Тривалість «Мелодії ля-мінор» у оригінальному укладенні для фортепіано і скрипки становить приблизно 3 хвилини 12 секунд.

## Популярність та визнання
Попри значний творчий доробок композитора, який охоплює оперу, балет, концерти (для оркестру, для віолончелі з оркестром, 3 фортепіанні, 2 скрипкові), твори для оркестру, різноманітних ансамблів, фортепіанні соло, зокрема 7 варіантів партитури для різних інструментальних складів; музику до багатьох фільмів та театральних вистав, джазову та популярну музику, «Мелодія ля-мінор» на сьогодні (2020-і) є найбільш впізнаваним та найчастіше виконуваним його твором.
«Мелодія ля-мінор» в різних аранжуваннях стала своєрідним «інтонаційним знаком» кінця 1980-х — 1990-х років. Як видається, основна причина такого визнання — напрочуд влучно знайдена мелодична ідея, сполучення імпровізаційно-розповідної манери з афектованим кульмінаційним широким ходом на октаву, з вибагливим ритмічним малюнком, що сприймається і як схвильований ліричний монолог, і як тужливий наспів скрипки народного віртуоза. При всій традиційності виразових засобів ця музика зовсім не буденна, у вибагливому візерунку «Мелодії» чимало ефектів «ілюзії сприйняття», раптових «перемикань» в іншу сферу.

## Видання та перекладення
- Мирослав Скорик, Роман Репка. Мелодія. Фортепіанна музика (2003)
- Львівський камерний оркестр «Академія». La belle musique (2005)
- Оркестр «Київ-Класик». Моя Україна. Класична музика українських композиторів (2005)
- Богдана Півненко, Ірина Стародуб, Мирослав Скорик. Твори для скрипки та фортепіано (2007)
- Мирослава Которович, Державний камерний ансамбль «Київські солісти». Сотворіння (2006)
- У 2007 році українська співачка Оксана Білозір записала пісню «Свіча», слова якої поет-пісняр Богдан Стельмах поклав на «Мелодію ля-мінор» Мирослава Скорика. Пісня присвячена трагедії Голодомору в Україні 1932—1933 років, у серпні 2007 на неї було знято відеокліп, презентований широкому загалу у вересні того ж року до 75-ї роковини Голодомору[5].
- 2022 року на початку російської навали в Україну, мелодію використано у документальному фільмі «Війна в Україні».[6]

## Виконання
- Скрипка (Б. Півненко) & фортепіано (І. Стародуб)[7]
- Молодіжний академічний симфонічний оркестр «INSO-Львів» & Національна заслужена академічна капела України «Думка». Солістка: Софія Соловій. Диригент: Мирослав Скорик[8]
- Богдана Півненко & «Київська Камерата»[9]
- Класичний академічний хор Барселони & Академічний симфонічний оркестр Львівської філармонії[10]
- Оксана Білозір — «Свіча»[11]
- Ярослав Джусь, бандура й оркестр.
- Національний оркестр Франції, 2022 липень — Єлисейські поля, День взяття Бастилії[12]
- Королівський драматичний театр (Шведський національний театр), 2022 березень — Благодійний марафон Save Ukraine[13]
- The Fredericksburg Symphony Orchestra, квітень 2022 року.[14]

## Порушення авторських прав
«Мелодія ля-мінор» часто використовується без відома та згоди автора у комерційних цілях — зокрема, у багатосерійному фільмі виробництва Росії і України «Доярка из Хацапетовки» (2007).